# Tapio Wilska

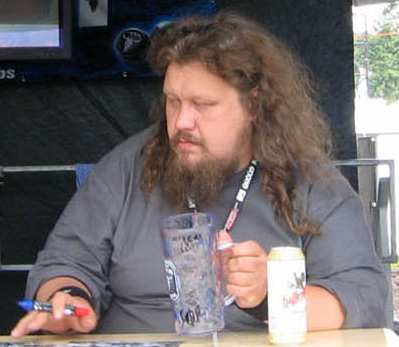
Wilska en Wacken (2005).

Vicar Tapio Wilska (nacido el 19 de septiembre de 1969 en Savonlinna, Finlandia) es el principal vocalista de la banda de heavy metal Sethian.
Es también un exmiembro de la banda Finntroll. Se ha inspirado en bandas como Black Sabbath, Motörhead, Dead Kennedys, Venom, Thin Lizzy y Pixies. Se le reconoce también por su trabajo con Nightwish como invitado en algunas canciones y discos.

## Biografía
Su carrera musical profesional comenzó cuando estaba en la banda Lyijykomppania, en el primer álbum Stray Toasters con Sami Vänskä y Tuomas Holopainen (entonces aún no se había fundado Nightwish).
Más tarde, ayuda a Nightwish a firmar un contrato con Spinefarm Records, y es invitado en el disco de 1998 Oceanborn y en el único EP que hizo la banda Over The Hills and Far Away. En Oceanborn interpreta Devil and the Deep Dark Ocean y 
The Pharaoh Sails to Orion. Wilska generalmente canta en canciones oscuras y en un siniestro personaje. Además, tiene muchos fanes metaleros por todo el mundo.
Después de su exitosa aparición en Oceanborn, Wilska hace dúo con Tarja en la canción Tenth Man Down y una vez más con la canción The Pharaoh Sails to Orion en el primer DVD de Nightwish From Wishes to Eternity.
Después de este éxito, Wilska comienza a trabajar con su proyecto Sethian.
Recibe la ayuda de Tuomas Holopainen y de Jukka Nevalainen en su banda para el primer disco.
En 2003 lanzan a la venta su primer álbum: Into The Silence.
Luego Wilska fue convocado para ser el nuevo cantante de Finntroll, cosa que aceptó. En el año 2004 lanzan su primer álbum con Finntroll llamado Nattfödd.
A principios de 2006, Wilska fue despedido de Finntroll por diferencias personales. Muy pronto se incorporó a la banda de metal pagano Soulgrind como bajista y más tarde comienzaría con su nueva banda Blood Royal.

## Discografía
Todos los álbumes que aparece Wilska:
- Lyijykomppania - Uimakoulu (1993)
- Nattvinden's Gråt - A Bard's Tale (1994)
- Nattvinden's Gråt - Chaos Without Theory (1997)
- Wizzard - Devilmusick (1999)
- Wizzard - Songs Of Sin And Damnation (2000)
- Nightwish - Oceanborn (1998)
- Nightwish - From Wishes to Eternity (2001)
- Nightwish - Over The Hills and Far Away EP (2001)
- Finntroll - Jaktens Tid (2001)
- Sethian - Into The Silence (2003)
- Finntroll - Visor om Slutet (2003)
- Finntroll - Nattfödd (2004)
- Kylähullut - Lisää Persettä Rättipäille (2007)